# Piet Smissaert
Jhr. Pieter (Piet) Adriaan Smissaert (Heeze, 4 november 1930 – Laren (Noord-Holland), 14 mei 2020) was een Nederlands kunstschilder.

## Biografie
Smissaert was een lid van de familie Smissaert, zoon van jhr. Carel Hendrik Lodewijk Smissaert (1899-1978) en Maria Hermijntje den Haan (1899-1976) en kleinzoon van jhr. mr. Hendrik Balthazar Smissaert (1850-1930), advocaat en letterkundige, en Henriette Caroline Kempe (1867-1938). Hij volgde een opleiding aan de Koninklijke Academie van Beeldende Kunsten (Den Haag) en was een leerling van Theo Bitter, Paul Citroen, Rein Draijer en Willem Rozendaal. Hij richtte in 1956 de Vrije Academie in Eindhoven op, waar hij vervolgens ook docent was, en was vanaf 1957 lid van De Vrije Expressieven (Eindhoven). Hij werkt zowel abstract als figuratief, en schilderde portretten, stillevens en landschappen.
Smissaert trouwde in 1959 (echtscheiding 1965) met gobelinweefster Anna Christina Troje (1931-1971) uit welk huwelijk enkele maanden later de kunstenaar Stijn Smissaert werd geboren en later nog een dochter. Hij hertrouwde in 1967 (echtscheiding 1973) uit welk huwelijk een zoon werd geboren.
Hij overleed in 2020 op 89-jarige leeftijd in het Rosa Spierhuis in Laren.